# Apes pagasts
Apes pagasts er en territorial enhed i Apes novads i Letland. Pagasten havde 576 indbyggere i 2010 et 521 indbyggere i 2016 og omfatter et areal på 124,92 kvadratkilometer. Hovedbyen i pagasten er Ape.